# (2931) Mayakovsky
(2931) Mayakovsky (1969 UC; 1977 JR; 1979 VP3; 1979 YF2; 1983 PQ) ist ein ungefähr zwölf Kilometer großer Asteroid des äußeren Hauptgürtels, der am 16. Oktober 1969 von der russischen (damals: Sowjetunion) Astronomin Ljudmila Iwanowna Tschernych am Krim-Observatorium (Zweigstelle Nautschnyj) auf der Halbinsel Krim (IAU-Code 095) entdeckt wurde. Er gehört zur Koronis-Familie, einer Gruppe von Asteroiden, die nach (158) Koronis benannt ist.

## Benennung
(2931) Mayakovsky wurde nach dem Dichter Wladimir Wladimirowitsch Majakowski (1893–1930) aus dem Russischen Kaiserreich, der Provisorischen Regierung, der Russischen Sozialistischen Föderativen Sowjetrepublik und der Sowjetunion benannt.